# بيثاني كامبل
بيثاني كامبل (بالإنجليزية: Bethany Campbell)‏ (1941، أوماها في الولايات المتحدة)؛ كاتِبة وروائية أمريكية.